# Enrique Simonet
Enrique Simonet Lombardo (Valencia, 2 de febrero de 1866-Madrid, 20 de abril de 1927) fue un pintor e ilustrador español.

## Biografía

### Inicios
A pesar de que sus padres eran malagueños, Enrique Simonet nació el 2 de febrero de 1866 en Valencia, debido a que su padre era jurisconsulto y funcionario del Estado. En 1881 ingresó en la Escuela de Bellas Artes de San Carlos de su ciudad natal, donde comenzó a participar en exposiciones locales, obteniendo una medalla de plata por Cuadro de flores. Aunque su padre regresó a Málaga, él continuó en Valencia unos años, hasta que también se trasladó a la capital de la Costa del Sol en 1883, y pronto se vinculó al círculo malagueño, donde estudió en el taller del valenciano Bernardo Ferrándiz dentro de la llamada escuela malagueña de pintura.

### Pensionado en Roma
En 1887, marchó a Roma en un viaje costeado por la familia y un año después consiguió la plaza de pensionado en la misma ciudad. De esta época anterior al pensionado realizó La decapitación de San Pablo, actualmente en la capilla de los Reyes de la catedral de Málaga. Asimismo, Simonet aprovechó para visitar otras ciudades italianas y la Exposición Universal de París (1889), que dieron como resultado una de sus obras para el pensionado ¡Y tenía corazón!, actualmente en el Museo de Málaga, recibiendo una calificación honorífica, que se expuso en la Academia de San Fernando. Asimismo, visitó Nápoles en 1890, donde se inspiró para realizar la interpretación del fresco pompeyano Baco y Ariadna, además de pequeñas escenas de costumbres y retratos de género.
Viajó a Jerusalén, el valle de Josafat y el muro de las Lamentaciones donde se documentó para su monumental Flevit super illam; obra por la que recibió numerosas medallas, entre ellas fue primera medalla en la Exposición Internacional de Madrid de 1892, en la Exposición Mundial Colombina de Chicago en 1893, en Barcelona en 1896 y en la Exposición Universal de París (1900).

### Corresponsal de guerra y Barcelona
Una vez terminada su época de pensionado en Roma, obtuvo entre 1893 y 1897 el cargo de corresponsal gráfico de guerra de la revista La Ilustración Española y Americana para cubrir la guerra de Melilla durante tres años y más tarde para Blanco y Negro numerosos apuntes de tipos, costumbres y paisajes africanos, como la Cabeza de moro, realizados durante numerosos viajes por Marruecos.
En 1901 obtuvo la cátedra de Estudios de Formas de la Naturaleza y el Arte de la Escuela de Bellas Artes de Barcelona, donde residió durante diez años, aunque pasaba los veranos en Vigo. A esta etapa catalana se adscriben los tres grandes lienzos sobre las Alegorías del Derecho para el palacio de Justicia de Barcelona en el que se representa en el centro el Derecho Romano, a la derecha el Derecho Eclesiástico y a la izquierda el Derecho Marítimo, o su gran obra El juicio de Paris, presentada en la Exposición Nacional de ese año y por la que obtuvo la orden del comendador de Alfonso XII.Fue aficionado a la fotografía estereoscópica.

### Últimos años
En 1911 pasó a formar parte de la Escuela de Bellas Artes de San Fernando de Madrid y entre 1921 y 1922 fue director de la Escuela de Paisaje de El Paular. En 1924 decoró la escalera principal del palacio de Justicia de Madrid con ocho Alegorías de las provincias; así como la decoración de la iglesia de Nuestra Señora del Consuelo en la capital.Murió en 1927 siendo catedrático de la Escuela Especial de Pintura, Escultura y Grabado de Madrid.

## Obras

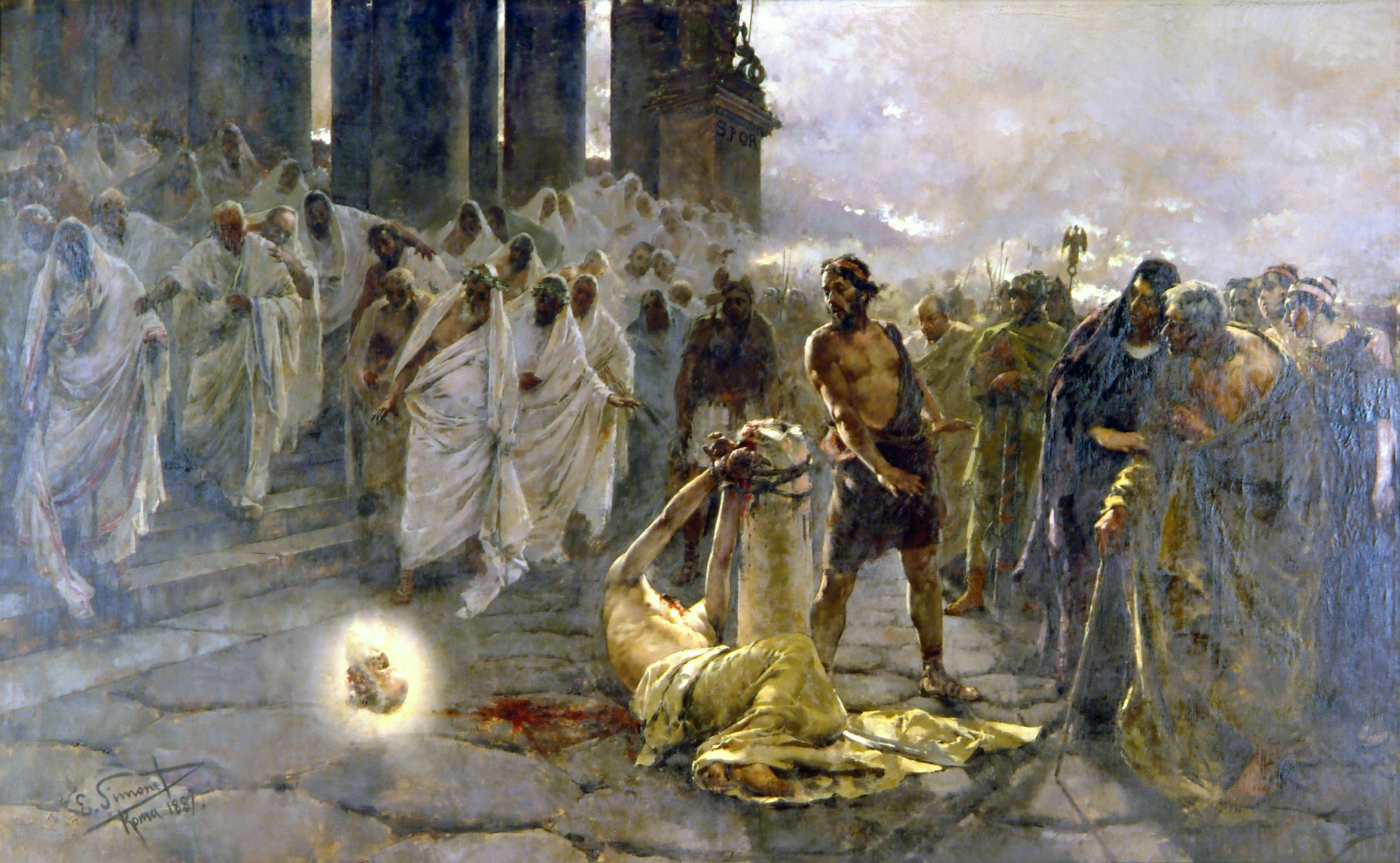
Decapitación de San Pablo. 400 x 700 cm. 1887 (Catedral de Málaga)
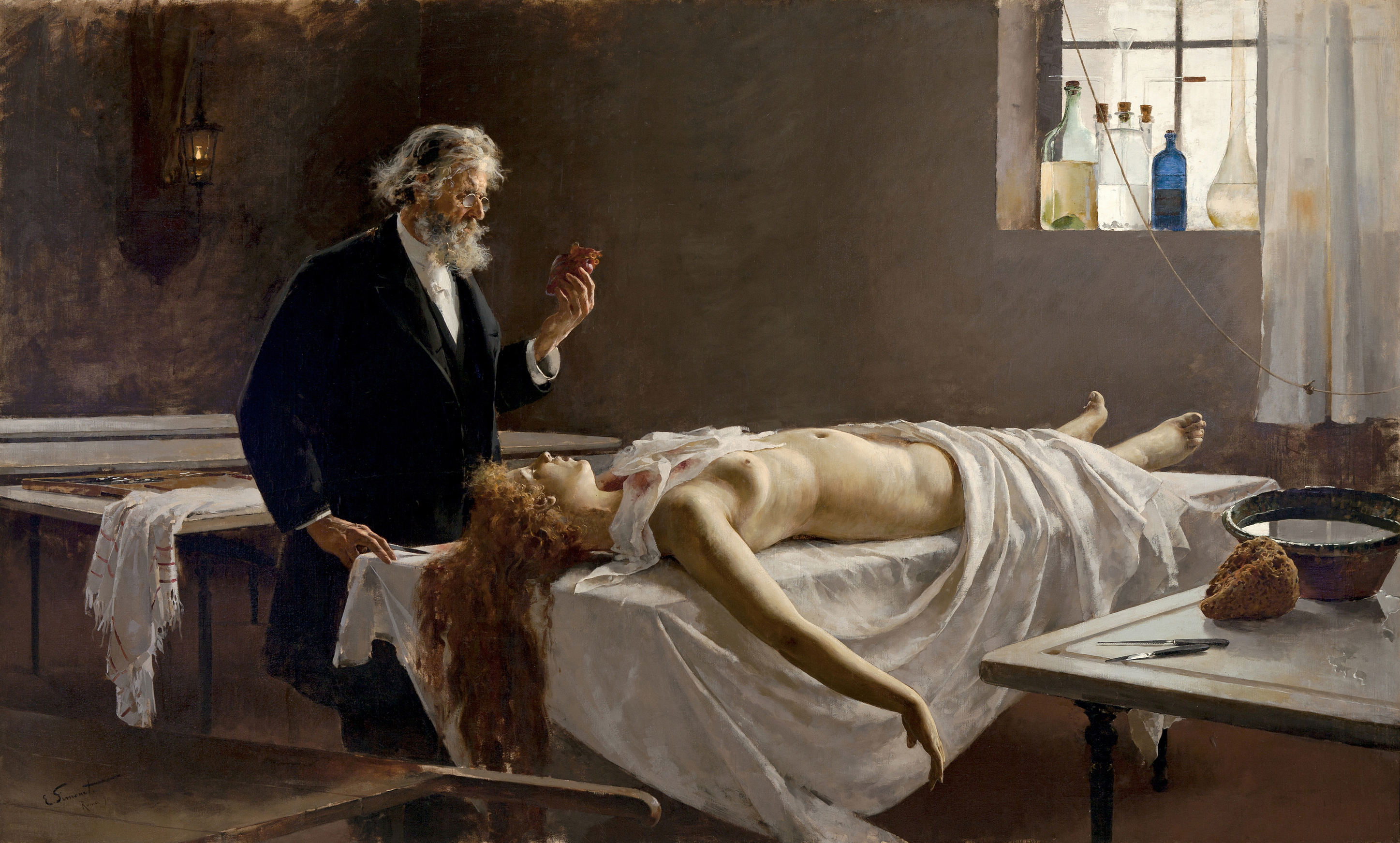
Una autopsia. 177 x 291 cm. 1890 (Museo de Málaga)
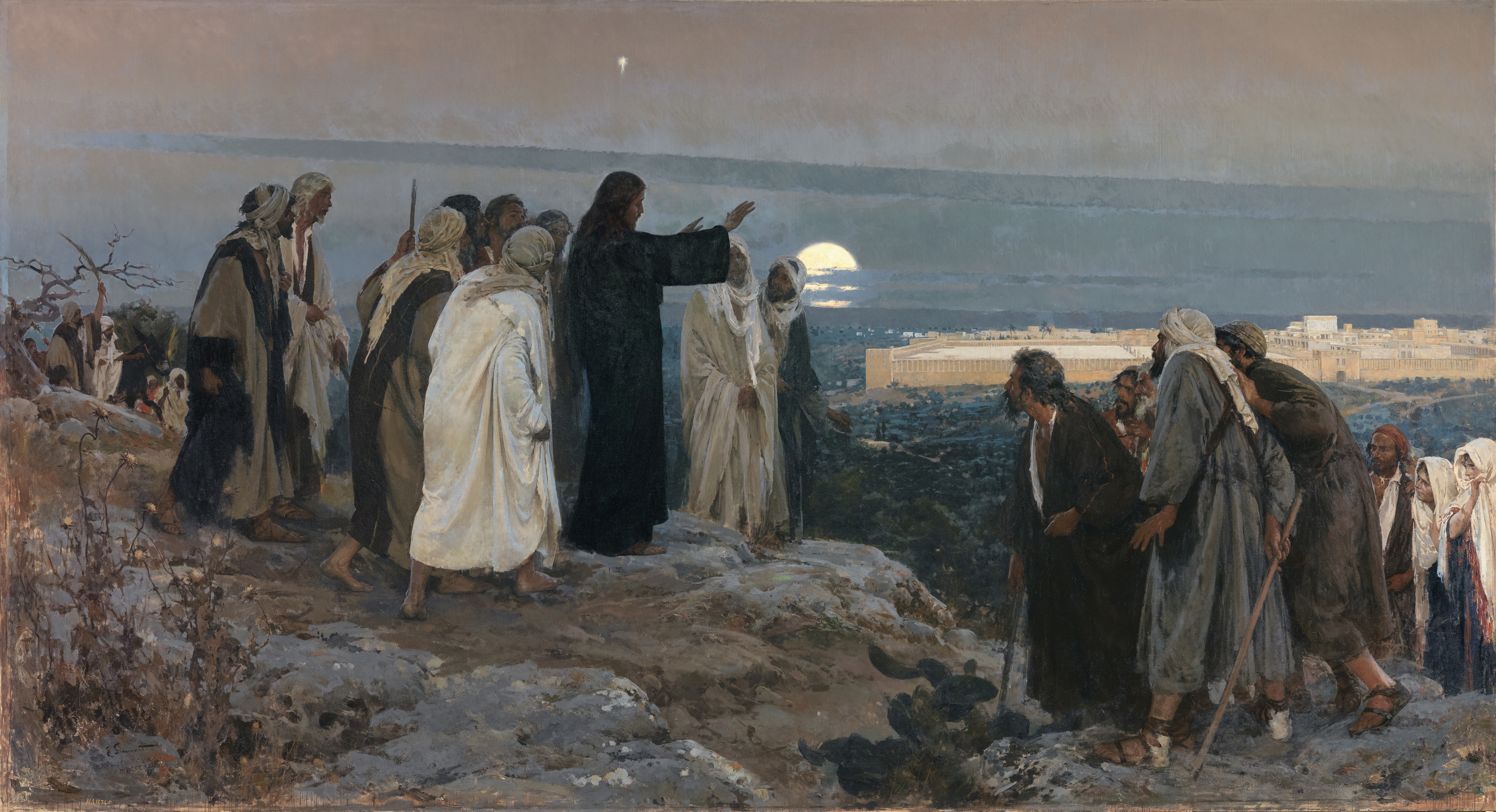
Flevit super illam. 305 x 555 cm. 1892 (Museo del Prado)
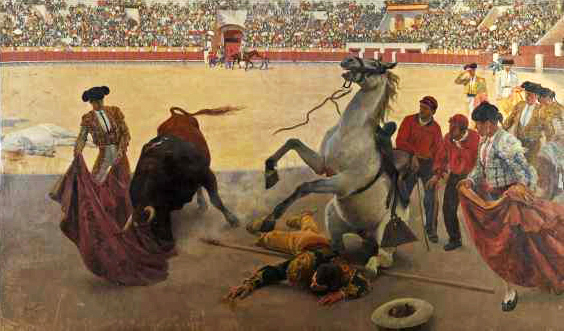
El Quite. 269 x 483 cm. 1897 (Museo de Málaga)
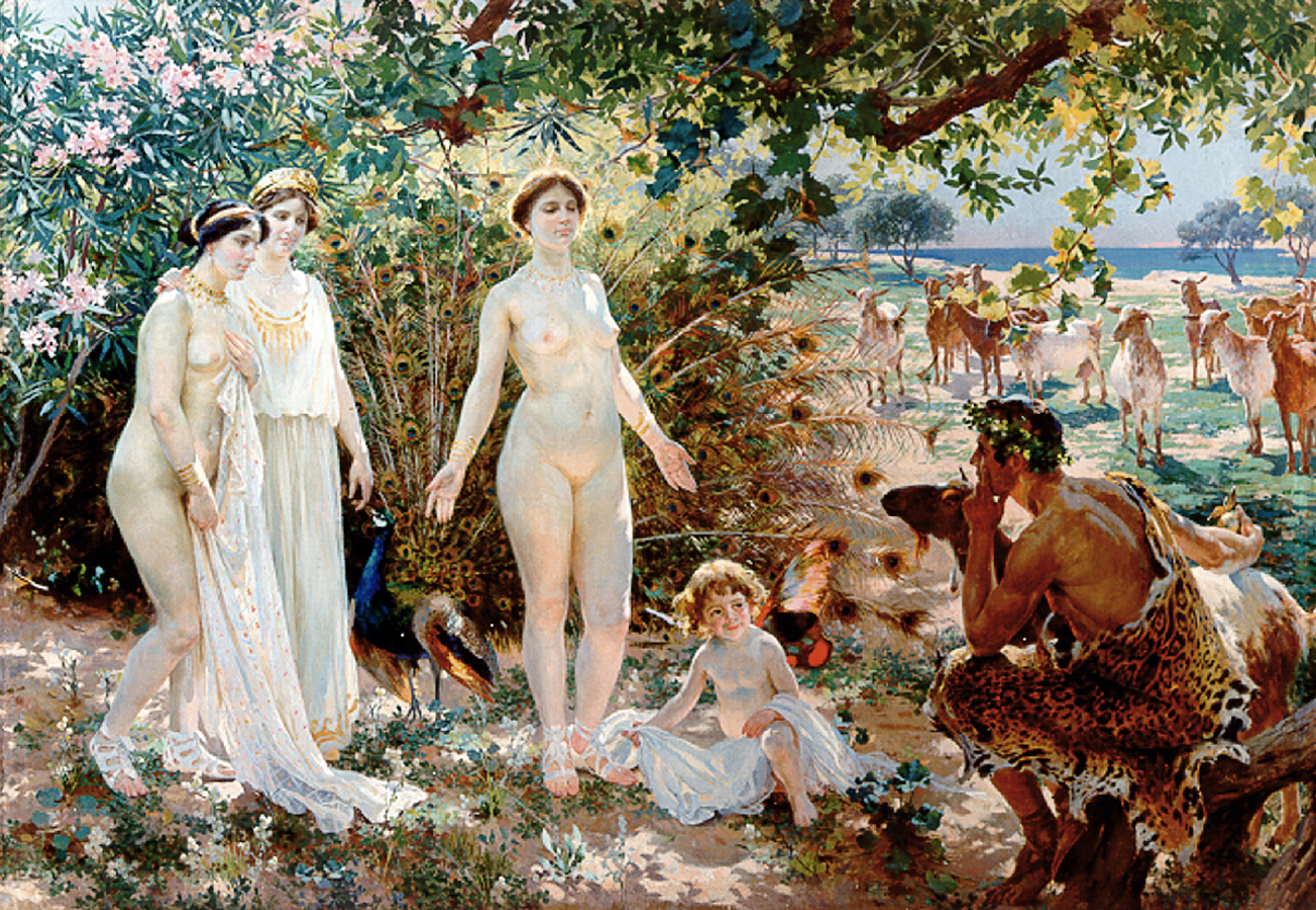
El Juicio de Paris. 215 x 331 cm. 1904 (Museo de Málaga)